# Agar et Ismaele esiliati
Oratorio de Alessandro Scarlatti, para 5 solistas (SSSAB) con orquesta, con libretto de Giuseppe Domenico de Totis. Escrito bajo el patronazgo de la reina Cristina de Suecia fue estrenado en Roma en 1683 en una representación privada, probablemente en el Palazzo Pamphili. Basado en el capítulo 21 del Génesis, narra la historia de Agar e Ismael en el desierto.
Fue revisado y reestrenado posteriormente con otros títulos: L'Abramo, Palermo 1691. L'Ismaele soccorso dall'angelo. Oratorio a cinque voci da cantarsi nella venerabible compagnia dell' angiolo Raffaello detta la scala, Roma y Florencia 1695. Il sacrificio di Abramo, Roma 1703.

## Agar et Ismaele esiliati
Oratorio a cinque voci
| Sara    | soprano |
| Abramo  | basso   |
| Ismaele | soprano |
| Agar    | alto    |
| Angelo  | soprano |

### Parte Prima
- Sinfonia
- Recitativo (Sara, Abramo) - "Udisti Abramo, udisti i miei desiri"
- Aria (Sara) - "Chi lo sguardo, sublime e constante"
- Recitativo (Abramo, Sara) - "Sia pur come t'aggrada"
- Aria a 2 (Sara, Abramo) - "Con frode gradita l'affetto t'inganna"
- Recitativo (Sara) - "Ascolta, Abramo, ascolta"
- Aria (Sara) - "Caro Isac, amato figlio"
- Recitativo (Abramo, Sara) - "Ferma Sara, deh, ferma, ove ne vai?"
- Aria (Abramo) - "Non piu duol, non piu querele"
- Recitativo (Sara) - "Non lungi Agar con l'empia prole io miro"
- Recitativo (Ismaele, Agar, Sara, Abramo) - "Padre"
- Aria a 3 (Agar, Ismaele, Abramo) - "Abramo pieta di chi non erro"
- Recitativo (Abramo, Ismaele, Agar) - "All'alito nocente"
- Aria (Agar) - "Non ha limiti, ne mete il desio d'avaro cor"
- Recitativo (Ismaele) - "In van s'affligge, in vano l'avida genitrice"
- Aria (Ismaele) - "No no l'alma mia"
- Recitativo (Abramo, Ismaele, Agar) - "Tacete ormai tacete, e ormai da queste soglie"
- Aria (Agar) - "Sgombra pure il timore, e le pene"
- Recitativo (Agar, Ismaele) - "Si si figlio gradito tempra dal cor l'asprezza"
- Aria (Abramo) - "Chi non sà che sia dolore"

### Parte Seconda
- Aria (Abramo) - "Affetti paterni, che l'anima amante"
- Recitativo (Sara, Abramo) - "È di te degno il tuo pensiero Abramo"
- Aria (Sara) - "Veggio pure in steril campo"
- Recitativo (Abramo, Sara) - "Ma qual larva funesta"
- Aria a 2 (Ismaele, Agar) - "Quando oh Dio quando sara, ch'abbian fin gli affanni nostri?"
- Aria (Agar) - "Qui del Sol gl'infausti lampi"
- Recitativo (Ismaele) - "E a qual d'ignoto Mondo arso confine"
- Aria a 2 (Ismaele, Agar) - "Quando o Dio quando sara?"
- Recitativo (Ismaele) - "D'un incendio mortale mi serpeggia nel sen occulto foco"
- Aria (Ismaele) - "L'aura mesta d'accesi sospiri"
- Recitativo (Agar, Ismaele) - "O figlio, del cor mio parte più cara"
- Aria (Ismaele) - "Speranze ch'il cuore in van difendete"
- Arioso (Ismaele) - "Pietà, mercè, ristoro!"
- Recitativo (Agar) - "Tu languisci Ismael, tu spiri o figlio, ma cresce il dolor mio"
- Aria (Agar) - "L'innocenza oppressa langue, gode e regna l'empietà"
- Recitativo (Agar) - "Ma lo sguardo pietoso di genitrice amante"
- Recitativo (Angelo, Agar) - "Agar? Agar?"
- Arioso (Angelo) - "E con gli esempi suoi chi soffre speri"
- Aria (Angelo) - "E folle chi paventa eterno il suo dolor"

Alessandro Scarlatti

## Libreto
- libreto
- libreto, Florencia 1695